# Blahousty (železniční zastávka)
Blahousty jsou železniční zastávka, která se nachází v katastrálním území obce Erpužice, na rozhraní osad Malovice a Blahousty. V létě ji využívají převážně chataři z Hracholusk.[zdroj?] Leží na trati Pňovany–Bezdružice).
Dříve zastávka nesla název po osadě Malovice (Malowitz). Zastávka byla na trati poslední, kde se využívaly petrolejové lampy, poněvadž elektrifikace stanice proběhla až roku 1955. Do roku 1978 zde byly koleje dvě: traťová a manipulační. Kolej manipulační sloužila k odstavení vagónů, které musely být ve stanici Pňovany rozděleny, aby je lokomotiva převezla přes Pňovanský most. Dnes zastávku obsluhují osobní vlaky mířící do Plzně, Bezdružic a Pňovan. V zastávce není osobní pokladna.[zdroj?]